# Yamazuki Maru
El Yamazuki Maru fue un transatlántico mixto japonés construido en 1937 para la línea Yamashita Kiken KK Lines y que operó en la ruta naviera comercial entre los Estados Unidos y Japón. Fue transformado en crucero auxiliar por la Armada Imperial Japonesa y se perdió en 1942.

## Historia
Confiscado como un crucero auxiliar por la Armada Imperial Japonesa, sirvió como transporte de tropas y abastecimiento al igual que varias naves de esta compañía.
El 13 de noviembre de 1942, el Yamazuki Maru zarpó en convoy desde Nueva Georgia junto a once transportes (Canberra Maru, Kumagawa Maru, Brisbane Maru, Arizona Maru, Hirokawa Maru, Nagara Maru, Nako Maru, Kinugawa Maru, Yamaura Maru y Sado Maru) fuertemente escoltado por once destructores. Tenía como misión desembarcar tropas y pertrechos en la isla de Guadalcanal, pero el convoy fue descubierto en el trayecto y atacado por aviones estadounidenses del USS Enterprise hundiendo siete de los once buques a pesar de la fuerte escolta.
El Yamazuki Maru fue uno de los cuatro que resultaron indemnes (Yamaura Maru, Kinugawa Maru y Hirokawa Maru) y prosiguió su misión. En ese momento se desarrollaba la Batalla naval de Guadalcanal.
El 14 de noviembre, aprovechando la noche y las mareas bajas, se acercó a la costa de Guadalcanal en un sector de bajos fondos denominado Doma Cove Veuru cerca de Punta Tassafaronga para desembarcar el cargamento y 2.000 soldados. El objetivo era desembarcar todo durante la noche y escabullirse; sin embargo, el desembarco demoró más que lo habitual debido a los bajos que obligaron a un lento proceso de descarga.

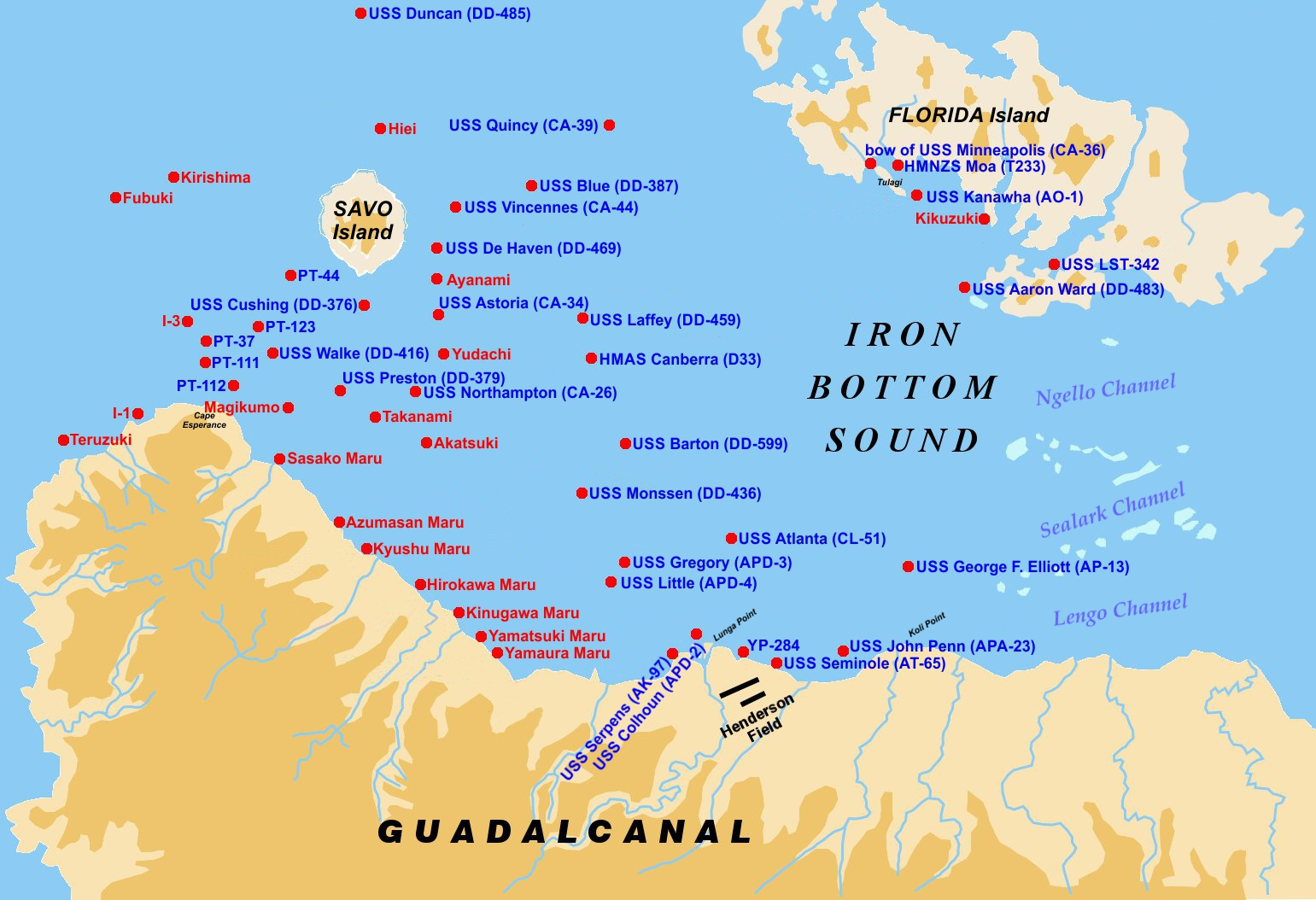
Mapa que muestra el lugar donde encalló el Yamazuki Maru.

Al amanecer del 15 de noviembre de 1942, a las 5:55 horas el Yamazuki Maru aún continuaba descargando material en la costa cuando fue sorprendido por una escuadrilla de aviones estadounidenses provenientes de Campo Henderson que lo bombardearon, incendiando el combustible sobre cubierta. El Yamazuki Maru en esas instancias encalló en los bajos fondos y comenzó a hacer agua. Los tripulantes intentaron bombear el agua fuera para disminuir el peso; pero fue inútil. Pronto apareció un destructor estadounidense, el USS Meade, que selló el destino del buque abriendo fuego con sus cañones y poniendo en fuga a sus tripulantes y soldados sobrevivientes.  El buque permaneció todo el día 15 con fuertes incendios y fue abandonado definitivamente. Los otros transportes sobrevivientes, el Kinugawa Maru, el Yamaura Maru y el Hirokawa Maru corrieron una suerte similar entre Cabo Esperanza y Punta Tassafaronga.
Sus restos quedaron junto a un minisubmarino japonés que fue encallado a propósito junto al casco en 1943 por la Armada de los Estados Unidos y durante el resto de la guerra, el naufragio sirvió ocasionalmente como blanco para prácticas de tiro de las unidades estadounidenses que pasaban por el lugar. El casco fue parcialmente desmantelado en 1950 y el remanente fue enterrándose poco a poco en la arena, y hoy en día solo es visible una porción del cañón de proa.